# Andreas Schlagenhaufer

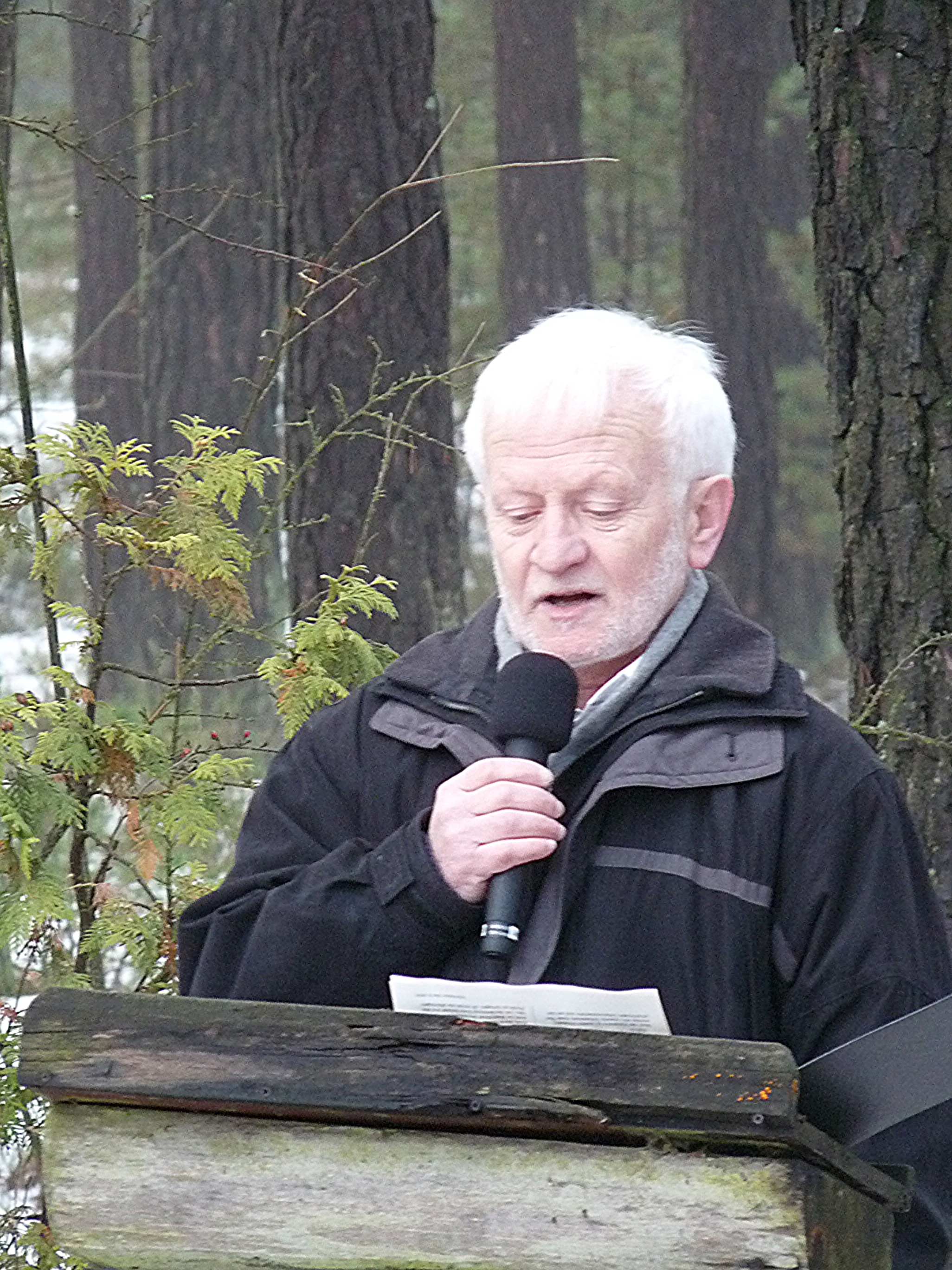
Andreas Schlagenhaufer am Franziskus-Marterl

Andreas Schlagenhaufer (* 1941 in Söllitz (Trausnitz)) ist ein römisch-katholischer Priester und Gegner der atomaren Wiederaufarbeitungsanlage Wackersdorf (WAA) in Bayern.

## Leben und Wirken
Schlagenhaufer war von 1963 bis 1969 im Priesterseminar in Regensburg und wurde 1969 zum Priester geweiht. Er war Kaplan in Lappersdorf und danach 34 Jahre Pfarrer in Kohlberg. Als Ruhestandsgeistlicher zog er 2012 nach Regenstauf.
Schlagenhaufer trat in die CSU ein (die er zwanzig Jahre später wieder verließ) und hatte zunächst eine positive Einstellung zur Kernenergie. Ein enttäuschendes Gespräch mit Gustl Lang brachte ihn dazu, sich zu engagieren und 1985 der Bürgerinitiative (BI) beizutreten. In der BI übernahm er häufig die Rolle des Redners und kam nach dem WAA-Aus 1990 in den Vorstand. Er war Sprecher des „Dachverbandes der Bürgerinitiativen in der Oberpfalz gegen die Errichtung von atomaren Anlagen“. Während sich die meisten anderen Bürgerinitiativen der Oberpfalz nach dem WAA-Ende in den 90ern auflösten, blieb Schlagenhaufer bei der BI Weiden-Neustadt aktiv, auch wenn ihm sein Einsatz mehrere Vorladungen beim Bischof einbrachte.
1990 wollte Schlagenhaufer für die Grünen im Kreistag kandidieren, was ihm allerdings von der Kirchenleitung untersagt wurde. Auch 2024 wies er darauf hin, wie wichtig heute „grün“ denkende Geistliche seien.

## Kirchenkritische Haltung
"Revoluzzer" Schlagenhaufer engagierte sich beim "Aktionskreis Regensburg" (AKR), da er gespürt habe, "dass das Konzil nicht umgesetzt wird." Er war zeitweise Chefredakteur der AKR-Zeitschrift "Pipeline", was 2004 zu einer Auseinandersetzung mit Bischof Gerhard Ludwig Müller führte.
Beim Thema Frauen in der Kirche ist Schlagenhaufer der Meinung, dass es von Jesus so gedacht war, „dass Frauen gleichberechtigt sind. Das müsste die katholische Kirche umsetzen, damit Frauen die gleichen Positionen besetzen können wie Männer“.

## Widerstand gegen die WAA

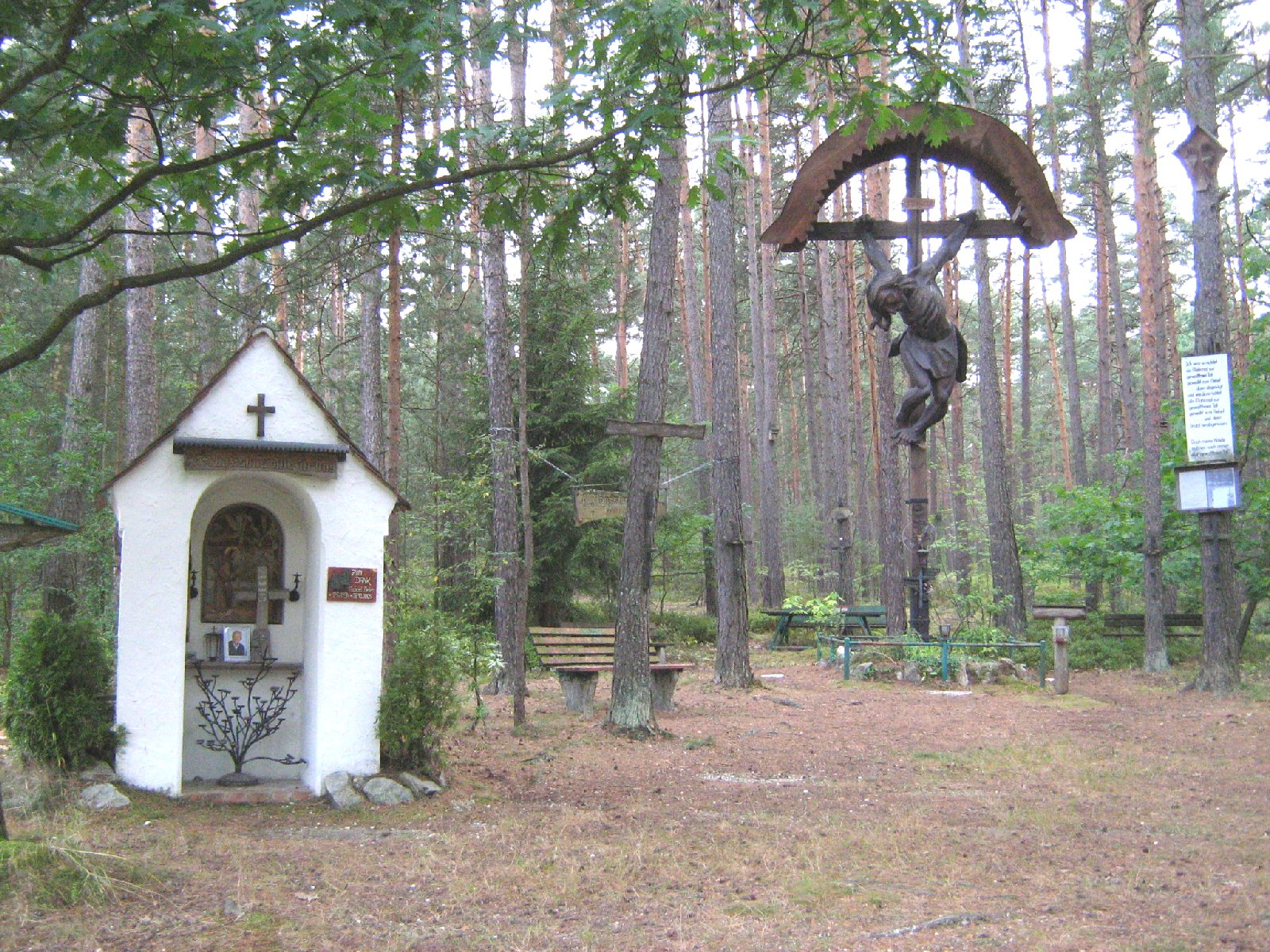
Am Franziskus-Marterl hielt u. a. Schlagenhaufer sonntägliche Andachten

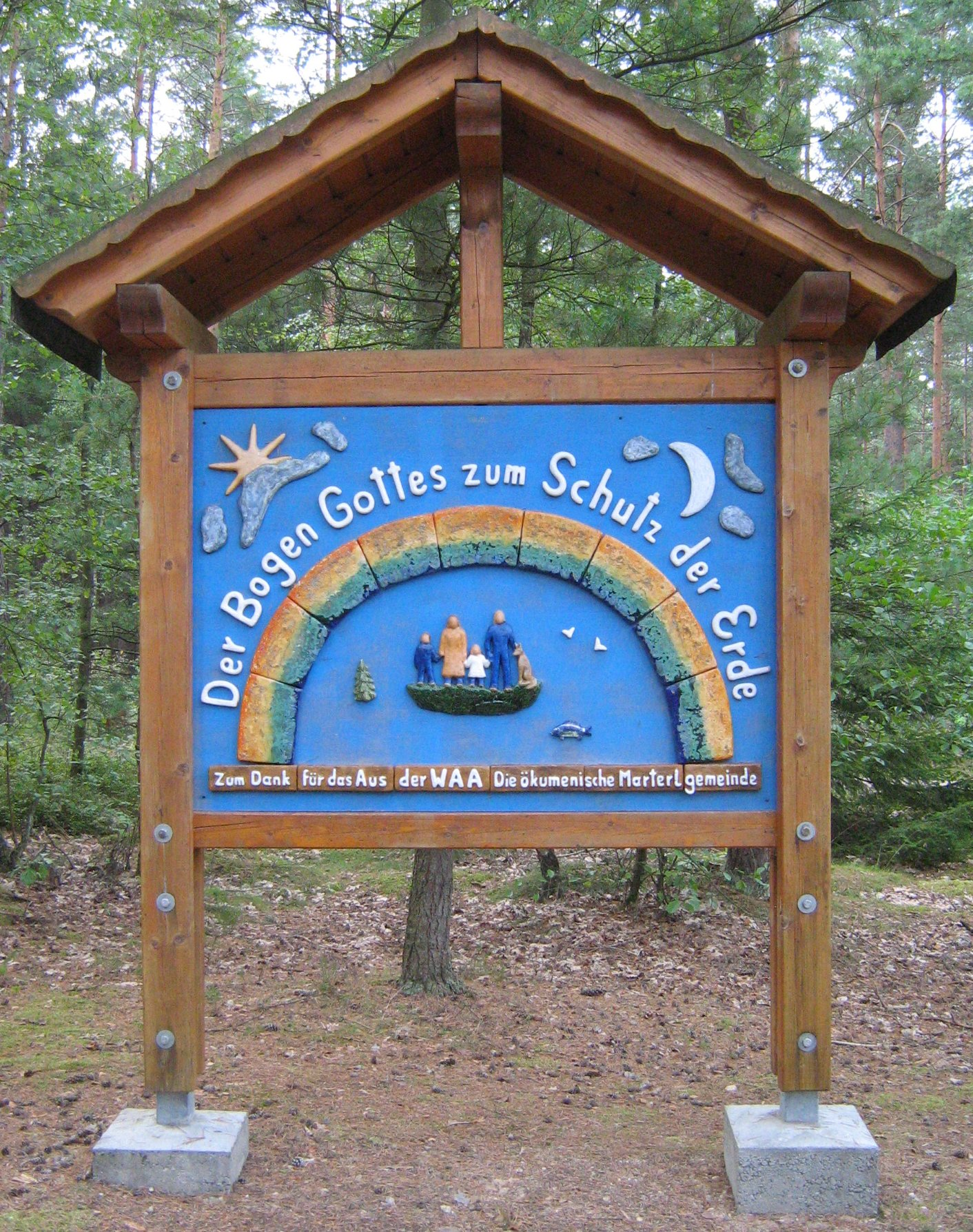
Dank-Denkmal der ökumenischen Marterlgemeinde

Andreas Schlagenhaufer war zunächst vom positiven Nutzen der Kernenergie überzeugt. Als die atomare Wiederaufarbeitungsanlage Wackersdorf (WAA) nahe seiner oberpfälzischen Heimat gebaut werden sollte, änderte sich diese Einstellung und er begann, sich gegen die WAA zu engagieren.
"Das (Gewissen) war für mich auch das Entscheidende, dass ich gewusst habe, ich muss mich engagieren, egal ob ich (von der Kirchenleitung) dafür gelobt werde oder nicht. Weil ich eben gemerkt habe, es geht um das Leben. Das Leben wird hier geschädigt, massiv geschädigt."
Schlagenhaufer wurde schon bei der Räumung des ersten Hüttendorfes 1985 am WAA-Baugelände festgenommen, fotografiert und in die BGS-Kaserne nach Nabburg gebracht. Er war nicht nur häufig am Baugelände, sondern versuchte auch gemeinsam mit anderen, seine Position zur WAA gegenüber dem Regensburger Bischof und im Regensburger Bistumsblatt darzustellen. Er hätte sogar seine Suspendierung riskiert.
Wegen seiner Anti-WAA-Haltung und seines Einsatzes wurde Schlagenhaufer mehrmals vom damaligen Diözesanbischof Manfred Müller ins Ordinariat zitiert und gemaßregelt. Bei einer Veranstaltung zum Film Wackersdorf (2018) meinte Schlagenhaufer: "Wir leben alle auf der gleichen Erde. Da musste man sich einmischen!"

## WAA-Pfarrer beim Franziskus-Marterl
Die Pfarrer Andreas Schlagenhaufer, Leo Feichtmeier und Richard Salzl gelten als Schlüsselfiguren des christlichen Widerstands gegen die WAA und hielten u. a. die sonntäglichen Andachten am Franziskus-Marterl. Auch nach dem WAA-Aus hielt Schlagenhaufer Andachten am Franziskus-Marterl.
Pfarrer Schlagenhaufer betete 1986: „Unser Bischof hat gesagt, jeder Stein, der geworfen wird, verletzt den Frieden. Das ist wahr. Auch jeder Baum, der unsinnigerweise gerodet wird, trifft den Frieden. Auch das ist wahr. Warum sagt unser Bischof nicht die ganze Wahrheit? Wenn er nur das eine betont, betreibt er mit das Geschäftsinteresse der am Kapital orientierten Atomindustrie.“